# Atomic Winter
Atomic Winter é uma banda independente brasileira de hardcore punk/punk rock formada em Jun/2007 na cidade de Goiânia (GO).

## Linhas gerais
O Atomic Winter possui uma sonoridade marcada pela variedade de influências e personalidade nas melodias. Em suas músicas é possível identificar elementos do Hardcore/punk californiano, oldschool, Thrash metal e Post-hardcore. Suas letras, todas escritas por Fábio Calaça - único Straight Edge da banda - são carregadas de reflexões e preocupações com os efeitos da conduta humana ao mundo e às próprias pessoas. O Atomic, como é comumente chamado, possui lançados ao todo dois EPs e dois álbuns. The Storm Inside (2007), Flesh And Blood (2011), Snowmelt (2013) e Tsunami Survivor (2016) respectivamente (todos distribuídos digitalmente pela própria banda e o selo Cosmonauta).

## História
A banda foi formada em Jun/2007 pelo seu primeiro baterista, Renato Simon.
Em 2013 o grupo lançou seu primeiro álbum completo - Snowmelt - que gerou repercussão na mídia segmentada. Snowmelt foi reafirmado pelos próprios fãs como um álbum de "Skatepunk" apesar das influências de metal e abordagens de post-hardcore. Este álbum foi, ainda, mencionado como um dos melhores lançamentos do ano por blogs nacionais e internacionais, citado como o melhor álbum de skatepunk brasileiro pelo WeLiveInHell.com e indicado ao tradicional "Prêmio Dynamite" na categoria "Melhor álbum de Punk/Hardcore". Em 2014, sua faixa "All My Heroes" foi inserida na coletânea polonesa Sound Of Us Vol. III junto às faixas de A Wilhelm Scream, Forus, DC Fallout e outros grupos, além de terem produzido seus quatro primeiros videoclipes em formato do-it-yourself (já com o baixista Rodrigo Caetano). Em 2015 o Atomic Winter iniciou a gravação de seu segundo disco junto a Francisco Arnozan (responsável pela mixagem do primeiro álbum) e Lucas Rezende (guitarrista do Aurora Rules) no Estúdio Resistência. Neste período fez apresentações junto a Ratos de Porão (SP), Sugar Kane (PR), Dead Fish (ES), Kamau (SP), Ignite (EUA), participou de uma mini-tour com o Mais Que Palavras (DF) por Goiás e Distrito Federal e tocou no Rio e Paraty com o Zander (RJ).
No primeiro semestre de 2016, Atomic Winter foi confirmado como representante brasileiro da "WE ARE ONE TOUR" em São Paulo e Goiânia junto a grandes nomes do skatepunk mundial: Lagwagon (EUA), Belvedere (banda) (CAN), Mute (CAN) e Adrenalized (ESP). No segundo semestre lançou seu segundo álbum, Tsunami Survivor, e o clipe de "Concrete Squall", com a colaboração do grupo Mídia Ninja.

## Curiosidades
- Entre Julho de 2007 e Julho de 2015 o Atomic Winter fez cerca de 70 shows, incluindo apresentações em Goiânia, Brasília, São Paulo (Hangar 110), Rio de Janeiro e interior de Goiás.

- A banda foi recomendada por Steve Rawles do Belvedere/This Is A Standoff,[14] Rodrigo Lima, vocalista do Dead Fish (em seu Formspring e fanpage da banda), e por André Alves, do Nitrominds, tanto no Showlivre.com quanto no site PUNKNet.[15]
- O ex-guitarrista Heitor Lima e o guitarrista Rodrigo Modesto, eram amigos de infância e andavam de skate no conhecido bairro Jardim América (228 Crew), em Goiânia, além de terem estudado na mesma escola. Começaram a tocar juntos por volta dos 15 anos e mantiveram outros projetos como Sua Mãe HxCx (2003-2004), Funbox (2005-2007), Face It[16] (2009-2010) e Caffeine Lullabies (2013-atualmente), que conta com os ex-guitarristas do Solicitude[17] e o ex-vocalista do Critical Strike.

- Além do Critical Strike, o "Atomic" teve o Vaillant[18] como outra de suas bandas companheiras (até ambas chegarem ao fim, em 2009).
- Outras bandas como Fast F*ck, Duup[19] e Pelúcias, existentes antes de 2007, também deram origem o Atomic Winter.
- Todos os membros e ex-membros do Atomic Winter formaram-se e obviamente se dedicam a outras profissões. Fábio é Jornalista Esportivo, Rodrigo é Engenheiro de Alimentos e Civil, Rodrigo Caetano é Artista e Designer em seu escritório[20] com Heitor, que também é Advogado, Wendell é Chef de cozinha, Gustavo é Designer.
- O Atomic sempre se portou como banda autônoma, favorável ao DIY (faça você mesmo).

## Discografia

#### Álbuns de estúdio
- (2013) Snowmelt
- (2016) Tsunami Survivor

#### EPs
- (2007) The Storm Inside
- (2011) Flesh and Blood

### Singles
- (2015) Concrete Squall

#### Coletâneas
- Estúdio Novo Mundo/Nova Música - Breakout At Dawn versão Demo - 11º Goiânia Noise - Goiás/Brasil (2008)
- Sound Of Us Vol. III - All My Heroes - Melodic Punk Style [c/ A Wilhelm Scream, Forus, DC Fallout e mais] - Polônia (2014)
- Taking Over Our Lives - Breakout At Dawn - We Live In Hell - São Paulo/Brasil (2015)
- Compilado Melodias Rabiosas 5 - Concrete Squall [c/ Dead Neck, 69 Enfermos, Autogestion e mais] - Argentina (2015)
- Apologies Not Accepted - Concrete Squall  [c/ Dead Neck, Straightline, Unión X Afán e mais] - We Live In Hell - São Paulo/Brasil (2015)
- S Is For Skate, F Is For Fastcore Vol. 5 - Tsunami Survivor - [c/ Please Please Me, KRANG, e mais] - Skatepunkers - Barcelona/Espanha (2016)

#### Videoclipes
- (2014) Desert of Our Dreams
- (2014) Storm Inside
- (2014) Stand Up Again (filmado no Bersek Skate Place)
- (2015) 10.000 Degrees
- (2016) Concrete Squall (com colaboração do Mídia Ninja)